# Dactyladenia cinerea
Dactyladenia cinerea är en tvåhjärtbladig växtart som först beskrevs av De Wild. och Adolf Engler, och fick sitt nu gällande namn av Ghillean `Iain' Tolmie Prance och Frank White. Dactyladenia cinerea ingår i släktet Dactyladenia och familjen Chrysobalanaceae. IUCN kategoriserar arten globalt som akut hotad. Inga underarter finns listade i Catalogue of Life.